# International Business Software
International Business Systems (IBS) is een Zweedse leverancier van bedrijfssoftware met 20 vestigingen over de wereld, van waaruit 1600 medewerkers werkzaam zijn voor 5000 middelgrote ondernemingen. De aandelen IBS worden verhandeld via de beurs van Stockholm.

## Geschiedenis
IBS werd in 1978 opgericht door Staffan Ahlberg en Gunnar Rylander. In een vorige baan hadden ze voor klanten gewerkt die gebruik maakten van IBM midrange computers. Voor deze computers ontwikkelde IBS een eigen softwarepakket, IBS Enterprise (toen nog ASW geheten). Het bedrijf kreeg voet aan de grond onder de Zweedse midmarketbedrijven. Daarna ontstonden vestigingen in Noorwegen, Finland en Denemarken. Ten slotte brak IBS door in andere Europese landen, waaronder in 1998 ook Nederland, en de rest van de wereld. In België heeft het bedrijf 200 werknemers en 800 klanten.

## Strategie
IBS verkoopt vooral bedrijfssoftware. Financials wordt het meest verkocht en Supply Chain is het belangrijkst. Vanwege de "one-stop-shop" strategie zijn HR/Payroll (in enkele landen waaronder Nederland) en IT management (hardware en generic services zoals application hosting) ook belangrijk voor IBS. Tot 2008 voerde IBS een decentraal beleid waarbij de werkmaatschappijen (landenvestiging) per land een eigen strategie voerden. Sinds 2008 wordt IBS centraal gestuurd vanuit het hoofdkantoor te Stockholm.

## Nederland
De vestiging IBS Nederland is voortgekomen uit de overname van Consist in 1998 dat met FMS, FIS2000 en EMIS al een leidende positie had verworven op het gebied van Financials en HR/Payroll voor middelgrote bedrijven en instellingen. Daarvoor was Consist (het hedendaagse IBS Nederland) een joint venture van IBM en Getronics PinkRoccade. In februari 2010 werd dit bedrijfsonderdeel overgenomen door UNIT4. IBS Nederland richt zich nu op de verkoop van ERP-oplossingen voor distributiebedrijven, waarbij Food, Pharma en Electro de belangrijkste verticals zijn.